# 李宋德
李宋德，男，中国共产党党员，武警少将警衔、中華人民共和國、中國共產黨的政治、軍事人物。现任中国海警局政治委员。曾任武警湖北省武警總隊政治委員、中共二十大代表、武警天津总队政治部主任。